# Elke Wülfing
Elke Wülfing geb. Rottmann (* 7. November 1947 in Herford) ist eine deutsche Politikerin (CDU). Sie war von 1990 bis 2005 Mitglied des Deutschen Bundestages und von 1997 bis 1998 zudem Parlamentarische Staatssekretärin beim Bundesminister für Bildung, Wissenschaft, Forschung und Technologie.

## Leben
Wülfing erreichte im Jahr 1966 das Abitur und wurde 1969 staatlich geprüfte Auslandskorrespondentin in Hamburg.
Sie trat 1972 in die Junge Union und 1973 in die CDU ein. Von 1978 bis 1982 war sie Kreisvorsitzende der Jungen Union, von 1985 bis 1991 Kreisvorsitzende der Frauen-Union, ab 1990 Bezirksvorsitzende der CDU Münsterland und ab 1991 stellvertretende Landesvorsitzende der CDU Nordrhein-Westfalen. Zudem war sie von 1975 bis 1979 Mitglied des Stadtrates Borken und von 1979 bis 1991 Mitglied des Kreistages Borken. Des Weiteren fungierte sie als Mitglied des Aufsichtsrates der Wirtschaftsförderungsgesellschaft des Kreises Borken und des politischen Ausschusses der Evangelischen Landeskirche Westfalen.
Sie wurde für die CDU über das Direktmandat des Bundestagswahlkreises Borken II in Nordrhein-Westfalen gewählt. Vom 20. Dezember 1990 bis zum 18. September 2005 (vier Wahlperioden) war sie Mitglied des Deutschen Bundestages. Im Deutschen Bundestag war sie Mitglied des Finanzausschusses. Vom 23. Januar 1997 bis zum 26. Oktober 1998 bekleidete Wülfing das Amt der Parlamentarischen Staatssekretärin beim Bundesminister für Bildung, Wissenschaft, Forschung und Technologie.
Seit April 2007 ist sie Ehrenvorsitzende des CDU-Bezirksverbands Münsterland.